# 民法總則
民法總則，指關於民事實體法的基本規定，原則上適用於所有的民事實體法律關係。大陆法系国家的民法典一般都设有总则编，如中华民国民法总则编和中华人民共和国民法总则。